# Colindatul de Halloween

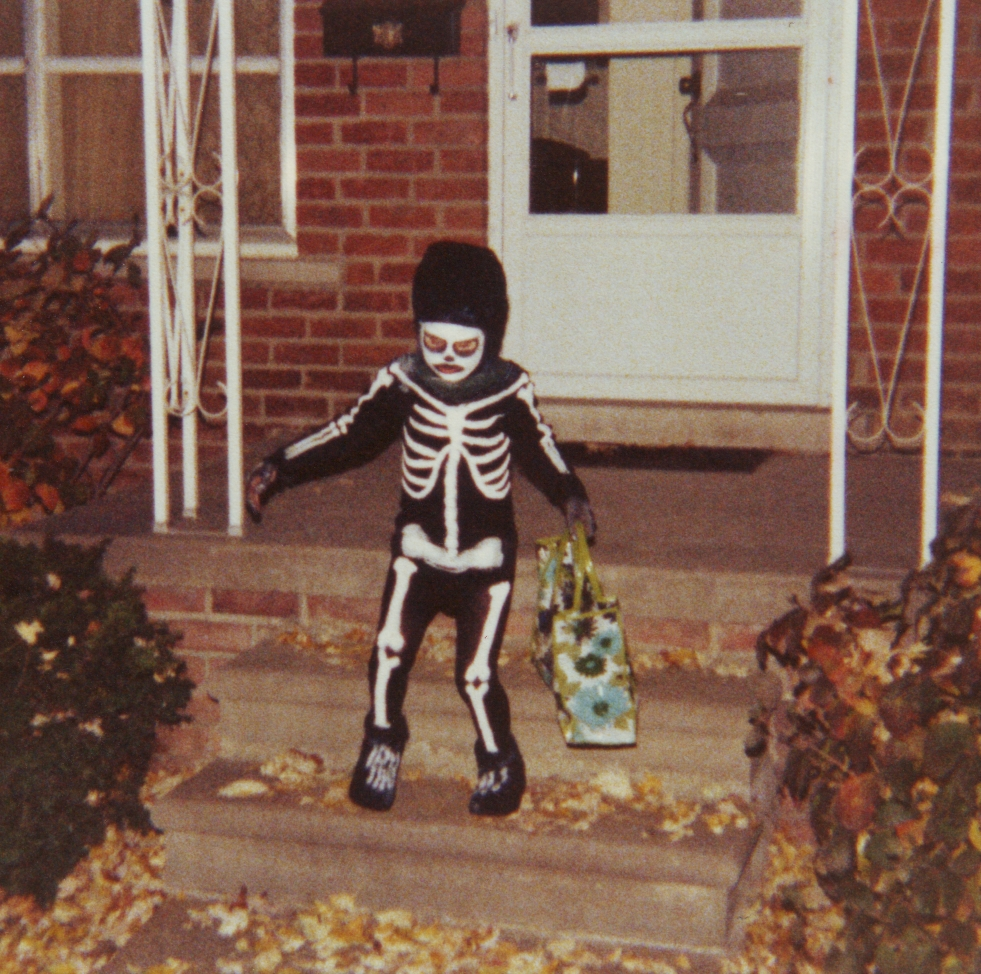
Un colindător din Michigan în 1979

Colindatul de Halloween este un obicei practicat de copii de Halloween. Copiii se duc din casă în casă îmbrăcați într-un costum, cerând bomboane sau câteodată bani, întrebând cu formula "Ne dați ori nu ne dați?". În caz că ei nu primesc bomboane, fac un rău proprietarului casei.
În Statele Unite ale Americii și Canada, colindatul este tradiția principală a Halloween-ului iar dacă există copii într-un cartier, un adult trebuie să cumpere bomboane pentru toți locatarii cartierului, pentru colindători.
Tradiția colindatului a existat deja în Marea Britanie și Irlanda, unde tinerii se duceau din casă în casă, cântau sau spuneau rugăciuni în schimbul unor prăjituri. Obiceiul (copiii se duc din casă în casă pentru mâncare și bani) era populară în Scoția și Irlanda încă de la sfârșitul secolului al XIX-lea. Colindatul este popular în Statele Unite, Marea Britanie, Canada, Irlanda, Puerto Rico, și nord-vestul și centrul Mexicului (unde se numește calaverita, varianta spaniolă a craniului mic, în loc de Ne dați ori nu ne dați?, iar copiii spun ¿me da mi calaverita? - Îmi poți da craniul meu mic?). În ultimii douăzeci de ani, acest obicei a ajuns în țări precum Italia, Australia și Noua Zeelandă, probabil din cauza ubicuității serialelor și filmelor americane în țările respective.

## Istorie

### Predecesori antici
Tradiții asemănătoare cu obiceiurile moderne de Halloween se extind până la antichitatea clasică, deși este foarte puțin probabil ca oricare dintre ele să fie direct legată de obiceiul modern. Scriitorul antic grec Ateneu din Naucratis înregistrează în cartea sa "Depisnosofiștii" că, în vremuri străvechi, insula grecească Rodos avea un obicei în care copiii urmau să meargă de la ușă la ușă îmbrăcați ca niște rândunele, cântând o melodie care cerea proprietarilor din casa să le dea mâncare și îi amenințau că le-ar provoca neplăceri dacă proprietarii casei i-ar fi refuzat. Această tradiție a fost susținută că a fost inițiată de legiuitorul roșu Cleobulus.

### Origini
Din Evul Mediu, a existat o tradiție cu mascați, în perioadă de vacanță, în unele părți ale Marii Britanii și Irlandei. Aceasta presupunea trecerea de la ușă la ușă în costum, prezenatrea unor scene scurte sau părți de piese în schimbul mâncării sau băuturii. Obiceiul colindatului de Halloween poate să vină din credința că ființele supranaturale sau sufletele celor morți au călătorit pe pământ și trebuie să fie liniștite.